# Danh sách giải thưởng và đề cử của Tội phạm nhân bản 2049
Tội phạm nhân bản 2049 (tên gốc tiếng Anh: Blade Runner 2049) là một bộ phim điện ảnh đề tài khoa học viễn tưởng của Mỹ năm 2017 do Denis Villeneuve đạo diễn và Hampton Fancher cùng Michael Green đảm nhiệm phần kịch bản. Đây là phần tiếp theo của bộ phim Blade Runner (1982), Ryan Gosling và Harrison Ford đảm nhiệm hai vai chính; Ana de Armas, Sylvia Hoeks, Robin Wright, Mackenzie Davis, Carla Juri, Lennie James, Dave Bautista cùng Jared Leto tham gia vào các vai phụ. Cả Ford lẫn Edward James Olmos đều quay trở lại với vai diễn của mình từ phần phim đầu tiên. Ridley Scott vốn là đạo diễn ban đầu của tác phẩm, tuy nhiên sau này trong dự án ông lại làm việc dưới vai trò giám đốc sản xuất. Lấy bối cảnh ba mươi năm sau mốc thời gian trong nguyên tác Blade Runner, câu chuyện của Tội phạm nhân bản 2049 xoay quanh việc K, một người nhân bản thế hệ Nexus-9 và đồng thời cũng là một "blade runner", đã tình cờ phát hiện bí mật gây chấn động: một người nhân bản đời cũ từng có thai và đã qua đời khi sinh con. Để che giấu bí mật có thể dẫn đến chiến tranh giữa con người và người nhân bản, cấp trên buộc K phải tìm ra đứa trẻ và thủ tiêu tất cả các bằng chứng liên quan đến nó.
Tội phạm nhân bản 2049 công chiếu ra mắt tại Los Angeles vào ngày 3 tháng 10 năm 2017, sau đó khởi chiếu tại Mỹ vào ngày 6 tháng 10 năm 2017 và tại Việt Nam vào ngày 20 tháng 10 năm 2017 dưới các định dạng 2D, 3D và IMAX. Giới chuyên môn đưa ra nhiều lời khen ngợi cho tác phẩm, đặc biệt nhấn mạnh vào sự xuất sắc trong phần trình diễn của các diễn viên, chỉ đạo đạo diễn, nghiệp vụ quay phim, nhạc nền phim, thiết kế sản xuất, kỹ xảo hình ảnh cũng như sự trung thành với tinh thần của nguyên tác gốc. Nhiều trang phê bình uy tín cũng đưa tác phẩm vào danh sách các phim điện ảnh xuất sắc nhất của năm 2017. Tuy nhiên, bộ phim lại không đem lại nhiều thành công về mặt thương mại khi chỉ thu về hơn 260 triệu USD từ doanh thu phòng vé so với kinh phí sản xuất lên tới khoảng 150–185 triệu USD. Tội phạm nhân bản 2049 nhận tổng cộng năm đề cử tại Giải Oscar lần thứ 90, trong đó giành chiến thắng tại hạng mục Quay phim xuất sắc nhất và Hiệu ứng hình ảnh xuất sắc nhất. Phim ngoài ra cũng nhận được tám đề cử tại Giải BAFTA lần thứ 71, trong đó có hạng mục Đạo diễn xuất sắc nhất, và cũng giành chiến thắng tại hai hạng mục về quay phim và hiệu ứng hình ảnh.

## Giải thưởng
| Giải thưởng                                       | Ngày                 | Hạng mục                                                                      | Đề cử | Kết quả   | Nguồn                       |
| ------------------------------------------------- | -------------------- | ----------------------------------------------------------------------------- | --- | --------- | --------------------------- |
| IndieWire Critic's Poll                           | 19 tháng 12 năm 2016 | Tiềm năng nhất năm 2017                                                       | Tội phạm nhân bản 2049 | Đoạt giải | [ 2 ]                       |
| Giải Golden Trailer                               | 6 tháng 6 năm 2017   | Teaser xuất sắc nhất                                                          | Tội phạm nhân bản 2049 | Đoạt giải | [ 3 ]                       |
| Giải Điện ảnh Hollywood                           | 5 tháng 11 năm 2017  | Giải nhà sản xuất Hollywood                                                   | Andrew A. Kosove, Broderick Johnson và Cynthia Sikes Yorkin                                                                                                | Đoạt giải | [ 4 ]                       |
| Giải Điện ảnh Hollywood                           | 5 tháng 11 năm 2017  | Giải nhà quay phim Hollywood                                                  | Roger Deakins | Đoạt giải | [ 4 ]                       |
| Giải Điện ảnh Hollywood                           | 5 tháng 11 năm 2017  | Giải thiết kế sản xuất Hollywood                                              | Dennis Gassner | Đoạt giải | [ 4 ]                       |
| Hollywood Music in Media Awards                   | 16 tháng 11 năm 2017 | Nhạc nền phim xuất sắc nhất – Phim khoa học viễn tưởng/kỳ ảo/kinh dị          | Hans Zimmer và Benjamin Wallfisch | Đề cử     | [ 5 ]                       |
| Hiệp hội phê bình phim Detroit                    | 7 tháng 12 năm 2017  | Sử dụng âm nhạc xuất sắc nhất                                                 | Tội phạm nhân bản 2049 | Đề cử     | [ 6 ] [ 7 ]                 |
| Hiệp hội phê bình phim vùng Washington D.C.       | 8 tháng 12 năm 2017  | Kịch bản chuyển thể xuất sắc nhất                                             | Michael Green và Hampton Fancher | Đề cử     | [ 8 ]                       |
| Hiệp hội phê bình phim vùng Washington D.C.       | 8 tháng 12 năm 2017  | Thiết kế sản xuất xuất sắc nhất                                               | Dennis Gassner và Alessandra Querzola | Đoạt giải | [ 8 ]                       |
| Hiệp hội phê bình phim vùng Washington D.C.       | 8 tháng 12 năm 2017  | Quay phim xuất sắc nhất                                                       | Roger Deakins | Đoạt giải | [ 8 ]                       |
| Hiệp hội phê bình phim vùng Washington D.C.       | 8 tháng 12 năm 2017  | Dựng phim xuất sắc nhất                                                       | Joe Walker | Đề cử     | [ 8 ]                       |
| Hiệp hội phê bình phim vùng Washington D.C.       | 8 tháng 12 năm 2017  | Nhạc nền phim xuất sắc nhất                                                   | Hans Zimmer và Benjamin Wallfisch | Đoạt giải | [ 8 ]                       |
| Hiệp hội phê bình phim San Francisco              | 10 tháng 12 năm 2017 | Quay phim xuất sắc nhất                                                       | Roger Deakins | Đoạt giải | [ 9 ]                       |
| Hiệp hội phê bình phim San Francisco              | 10 tháng 12 năm 2017 | Thiết kế sản xuất xuất sắc nhất                                               | Dennis Gassner | Đề cử     | [ 9 ]                       |
| Hiệp hội phê bình phim San Francisco              | 10 tháng 12 năm 2017 | Nhạc nền phim xuất sắc nhất                                                   | Hans Zimmer và Benjamin Wallfisch | Đề cử     | [ 9 ]                       |
| Hiệp hội phê bình phim San Francisco              | 10 tháng 12 năm 2017 | Dựng phim xuất sắc nhất                                                       | Joe Walker | Đề cử     | [ 9 ]                       |
| Hiệp hội phê bình phim Chicago                    | 12 tháng 12 năm 2017 | Kịch bản chuyển thể xuất sắc nhất                                             | Michael Green và Hampton Fancher | Đề cử     | [ 10 ]                      |
| Hiệp hội phê bình phim Chicago                    | 12 tháng 12 năm 2017 | Chỉ đạo nghệ thuật xuất sắc nhất                                              | Tội phạm nhân bản 2049 | Đoạt giải | [ 10 ]                      |
| Hiệp hội phê bình phim Chicago                    | 12 tháng 12 năm 2017 | Nhạc nền phim xuất sắc nhất                                                   | Hans Zimmer và Benjamin Wallfisch | Đề cử     | [ 10 ]                      |
| Hiệp hội phê bình phim Chicago                    | 12 tháng 12 năm 2017 | Quay phim xuất sắc nhất                                                       | Roger Deakins | Đoạt giải | [ 10 ]                      |
| Hiệp hội phê bình phim Dallas–Fort Worth          | 13 tháng 12 năm 2017 | Quay phim xuất sắc nhất                                                       | Roger Deakins | Á quân    | [ 11 ]                      |
| Hiệp hội phê bình phim Dublin                     | 13 tháng 12 năm 2017 | Phim điện ảnh xuất sắc nhất                                                   | Tội phạm nhân bản 2049 | Hạng 4    | [ 12 ]                      |
| Hiệp hội phê bình phim Dublin                     | 13 tháng 12 năm 2017 | Đạo diễn xuất sắc nhất                                                        | Denis Villeneuve | Á quân    | [ 12 ]                      |
| Hiệp hội phê bình phim Dublin                     | 13 tháng 12 năm 2017 | Nam diễn viên chính xuất sắc nhất                                             | Ryan Gosling | Á quân    | [ 12 ]                      |
| Hiệp hội phê bình phim Dublin                     | 13 tháng 12 năm 2017 | Kịch bản xuất sắc nhất                                                        | Michael Green và Hampton Fancher | Á quân    | [ 12 ]                      |
| Hiệp hội phê bình phim Dublin                     | 13 tháng 12 năm 2017 | Quay phim xuất sắc nhất                                                       | Roger Deakins | Đoạt giải | [ 12 ]                      |
| Hiệp hội phê bình phim St. Louis                  | 17 tháng 12 năm 2017 | Đạo diễn xuất sắc nhất                                                        | Denis Villeneuve | Đề cử     | [ 13 ]                      |
| Hiệp hội phê bình phim St. Louis                  | 17 tháng 12 năm 2017 | Quay phim xuất sắc nhất                                                       | Roger Deakins | Đoạt giải | [ 13 ]                      |
| Hiệp hội phê bình phim St. Louis                  | 17 tháng 12 năm 2017 | Thiết kế sản xuất xuất sắc nhất                                               | Dennis Gassner | Đề cử     | [ 13 ]                      |
| Hiệp hội phê bình phim St. Louis                  | 17 tháng 12 năm 2017 | Hiệu ứng hình ảnh xuất sắc nhất                                               | Tội phạm nhân bản 2049 | Đoạt giải | [ 13 ]                      |
| Hiệp hội phê bình phim St. Louis                  | 17 tháng 12 năm 2017 | Nhạc nền phim xuất sắc nhất                                                   | Hans Zimmer và Benjamin Wallfisch | Đề cử     | [ 13 ]                      |
| Hiệp hội phê bình phim Seattle                    | 18 tháng 12 năm 2017 | Phim điện ảnh xuất sắc của năm                                                | Tội phạm nhân bản 2049 | Đề cử     | [ 14 ] [ 15 ]               |
| Hiệp hội phê bình phim Seattle                    | 18 tháng 12 năm 2017 | Đạo diễn xuất sắc nhất                                                        | Denis Villeneuve | Đề cử     | [ 14 ] [ 15 ]               |
| Hiệp hội phê bình phim Seattle                    | 18 tháng 12 năm 2017 | Quay phim xuất sắc nhất                                                       | Roger Deakins | Đoạt giải | [ 14 ] [ 15 ]               |
| Hiệp hội phê bình phim Seattle                    | 18 tháng 12 năm 2017 | Thiết kế phục trang xuất sắc nhất                                             | Renée April | Đề cử     | [ 14 ] [ 15 ]               |
| Hiệp hội phê bình phim Seattle                    | 18 tháng 12 năm 2017 | Dựng phim xuất sắc nhất                                                       | Joe Walker | Đề cử     | [ 14 ] [ 15 ]               |
| Hiệp hội phê bình phim Seattle                    | 18 tháng 12 năm 2017 | Nhạc nền phim xuất sắc nhất                                                   | Hans Zimmer và Benjamin Wallfisch | Đề cử     | [ 14 ] [ 15 ]               |
| Hiệp hội phê bình phim Seattle                    | 18 tháng 12 năm 2017 | Thiết kế sản xuất xuất sắc nhất                                               | Dennis Gassner và Alessandra Querzola | Đoạt giải | [ 14 ] [ 15 ]               |
| Hiệp hội phê bình phim Seattle                    | 18 tháng 12 năm 2017 | Hiệu ứng hình ảnh xuất sắc nhất                                               | John Nelson, Paul Lambert, Richard R. Hoover và Gerd Nefzer                                                                                                | Đề cử     | [ 14 ] [ 15 ]               |
| IGN's Best of 2017 Awards                         | 20 tháng 12 năm 2017 | Phim điện ảnh của năm                                                         | Tội phạm nhân bản 2049 | Đoạt giải | [ 16 ] [ 17 ] [ 18 ] [ 19 ] |
| IGN's Best of 2017 Awards                         | 20 tháng 12 năm 2017 | Phim khoa học viễn tưởng/kỳ ảo xuất sắc nhất                                  | Tội phạm nhân bản 2049 | Đoạt giải | [ 16 ] [ 17 ] [ 18 ] [ 19 ] |
| IGN's Best of 2017 Awards                         | 20 tháng 12 năm 2017 | Giải lựa chọn của công chúng cho phim khoa học viễn tưởng/kỳ ảo xuất sắc nhất | Tội phạm nhân bản 2049 | Đoạt giải | [ 16 ] [ 17 ] [ 18 ] [ 19 ] |
| IGN's Best of 2017 Awards                         | 20 tháng 12 năm 2017 | Đạo diễn xuất sắc nhất                                                        | Denis Villeneuve | Đoạt giải | [ 16 ] [ 17 ] [ 18 ] [ 19 ] |
| IGN's Best of 2017 Awards                         | 20 tháng 12 năm 2017 | Diễn viên phụ xuất sắc nhất trong phim điện ảnh                               | Sylvia Hoeks | Đề cử     | [ 16 ] [ 17 ] [ 18 ] [ 19 ] |
| Hiệp hội phê bình phim Florida                    | 23 tháng 12 năm 2017 | Quay phim xuất sắc nhất                                                       | Tội phạm nhân bản 2049 | Đoạt giải | [ 20 ]                      |
| Hiệp hội phê bình phim Florida                    | 23 tháng 12 năm 2017 | Hiệu ứng hình ảnh xuất sắc nhất                                               | Tội phạm nhân bản 2049 | Đoạt giải | [ 20 ]                      |
| Hiệp hội phê bình phim Florida                    | 23 tháng 12 năm 2017 | Chỉ đạo nghệ thuật/Thiết kế sản xuất xuất sắc nhất                            | Tội phạm nhân bản 2049 | Đoạt giải | [ 20 ]                      |
| Hiệp hội phê bình phim Florida                    | 23 tháng 12 năm 2017 | Nhạc nền phim xuất sắc nhất                                                   | Tội phạm nhân bản 2049 | Đoạt giải | [ 20 ]                      |
| Hiệp hội phê bình phim trực tuyến                 | 28 tháng 12 năm 2017 | Quay phim xuất sắc nhất                                                       | Roger Deakins | Đoạt giải | [ 21 ]                      |
| Giải Golden Tomato                                | 3 tháng 1 năm 2018   | Phim khoa học viễn tưởng/kỳ ảo xuất sắc nhất năm 2017                         | Tội phạm nhân bản 2049 | Hạng 3    | [ 22 ]                      |
| Hiệp hội phê bình phim Houston                    | 6 tháng 1 năm 2018   | Quay phim xuất sắc nhất                                                       | Roger Deakins | Đoạt giải | [ 23 ] [ 24 ]               |
| Hiệp hội phê bình phim Houston                    | 6 tháng 1 năm 2018   | Nhạc nền phim xuất sắc nhất                                                   | Hans Zimmer và Benjamin Wallfisch | Đề cử     | [ 23 ] [ 24 ]               |
| Hiệp hội phê bình phim Houston                    | 6 tháng 1 năm 2018   | Hiệu ứng hình ảnh xuất sắc nhất                                               | Tội phạm nhân bản 2049 | Đoạt giải | [ 23 ] [ 24 ]               |
| Hiệp hội phê bình phim Quốc gia                   | 6 tháng 1 năm 2018   | Quay phim xuất sắc nhất                                                       | Roger Deakins | Đoạt giải | [ 25 ]                      |
| Hiệp hội phê bình phim Austin                     | 8 tháng 1 năm 2018   | Đạo diễn xuất sắc nhất                                                        | Denis Villeneuve | Đề cử     | [ 26 ] [ 27 ]               |
| Hiệp hội phê bình phim Austin                     | 8 tháng 1 năm 2018   | Quay phim xuất sắc nhất                                                       | Roger Deakins | Đoạt giải | [ 26 ] [ 27 ]               |
| Hiệp hội phê bình phim Austin                     | 8 tháng 1 năm 2018   | Nhạc nền phim xuất sắc nhất                                                   | Tội phạm nhân bản 2049 | Đề cử     | [ 26 ] [ 27 ]               |
| Giải Lựa chọn của giới phê bình điện ảnh          | 11 tháng 1 năm 2018  | Quay phim xuất sắc nhất                                                       | Roger Deakins | Đoạt giải | [ 28 ] [ 29 ]               |
| Giải Lựa chọn của giới phê bình điện ảnh          | 11 tháng 1 năm 2018  | Thiết kế sản xuất xuất sắc nhất                                               | Dennis Gassner và Alessandra Querzola | Đề cử     | [ 28 ] [ 29 ]               |
| Giải Lựa chọn của giới phê bình điện ảnh          | 11 tháng 1 năm 2018  | Dựng phim xuất sắc nhất                                                       | Joe Walker | Đề cử     | [ 28 ] [ 29 ]               |
| Giải Lựa chọn của giới phê bình điện ảnh          | 11 tháng 1 năm 2018  | Thiết kế phục trang xuất sắc nhất                                             | Renée April | Đề cử     | [ 28 ] [ 29 ]               |
| Giải Lựa chọn của giới phê bình điện ảnh          | 11 tháng 1 năm 2018  | Hiệu ứng hình ảnh xuất sắc nhất                                               | Tội phạm nhân bản 2049 | Đề cử     | [ 28 ] [ 29 ]               |
| Giải Lựa chọn của giới phê bình điện ảnh          | 11 tháng 1 năm 2018  | Phim khoa học viễn tưởng/kinh dị xuất sắc nhất                                | Tội phạm nhân bản 2049 | Đề cử     | [ 28 ] [ 29 ]               |
| Giải Lựa chọn của giới phê bình điện ảnh          | 11 tháng 1 năm 2018  | Nhạc nền phim xuất sắc nhất                                                   | Hans Zimmer và Benjamin Wallfisch | Đề cử     | [ 28 ] [ 29 ]               |
| Hiệp hội phê bình phim Los Angeles                | 12 tháng 1 năm 2018  | Thiết kế sản xuất xuất sắc nhất                                               | Dennis Gassner | Đoạt giải | [ 30 ]                      |
| Hiệp hội phê bình phim Los Angeles                | 12 tháng 1 năm 2018  | Quay phim xuất sắc nhất                                                       | Roger Deakins | Á quân    | [ 30 ]                      |
| Giải Eddie                                        | 26 tháng 1 năm 2018  | Phim điện ảnh xuất sắc nhất (Chính kịch)                                      | Joe Walker | Đề cử     | [ 31 ] [ 32 ]               |
| Giải thưởng của Nghiệp đoàn chỉ đạo nghệ thuật    | 27 tháng 1 năm 2018  | Phim kỳ ảo                                                                    | Dennis Gassner | Đoạt giải | [ 33 ] [ 34 ]               |
| Hiệp hội phê bình phim Luân Đôn                   | 28 tháng 1 năm 2018  | Giải thành tựu kỹ thuật                                                       | Dennis Gassner | Đoạt giải | [ 35 ] [ 36 ]               |
| Evening Standard British Film Awards              | 8 tháng 2 năm 2018   | Giải thành tựu kỹ thuật                                                       | Roger Deakins | Đề cử     | [ 37 ] [ 38 ]               |
| Giải Satellite                                    | 10 tháng 2 năm 2018  | Chỉ đạo nghệ thuật và thiết kế sản xuất xuất sắc nhất                         | Tội phạm nhân bản 2049 | Đề cử     | [ 39 ] [ 40 ]               |
| Giải Satellite                                    | 10 tháng 2 năm 2018  | Âm thanh xuất sắc nhất                                                        | Tội phạm nhân bản 2049 | Đề cử     | [ 39 ] [ 40 ]               |
| Giải Satellite                                    | 10 tháng 2 năm 2018  | Hiệu ứng hình ảnh xuất sắc nhất                                               | Tội phạm nhân bản 2049 | Đoạt giải | [ 39 ] [ 40 ]               |
| Giải Satellite                                    | 10 tháng 2 năm 2018  | Quay phim xuất sắc nhất                                                       | Roger Deakins | Đoạt giải | [ 39 ] [ 40 ]               |
| Visual Effects Society Awards                     | 13 tháng 2 năm 2018  | Hiệu ứng hình ảnh đột phá trong phim điện ảnh người đóng                      | John Nelson, Karen Murphy Mundell, Paul Lambert, Richard R. Hoover, Gerd Nefzer                                                                            | Đề cử     | [ 41 ] [ 42 ]               |
| Visual Effects Society Awards                     | 13 tháng 2 năm 2018  | Nhân vật hoạt hình đột phá trong phim điện ảnh người đóng                     | Axel Akkeson, Stefano Carter, Wesley Chandler, Ian Cooke-Grimes cho "Rachael"                                                                              | Đề cử     | [ 41 ] [ 42 ]               |
| Visual Effects Society Awards                     | 13 tháng 2 năm 2018  | Môi trường nhân tạo đột phá trong phim điện ảnh người đóng                    | Chris McLaughlin, Ryan Salcombe, Seungjin Woo, Francesco Dell'Anna cho "Los Angeles"                                                                       | Đoạt giải | [ 41 ] [ 42 ]               |
| Visual Effects Society Awards                     | 13 tháng 2 năm 2018  | Môi trường nhân tạo đột phá trong phim điện ảnh người đóng                    | Didier Muanza, Thomas Gillet, Guillaume Mainville, Sylvain Lorgeau cho "Trash Mesa"                                                                        | Đề cử     | [ 41 ] [ 42 ]               |
| Visual Effects Society Awards                     | 13 tháng 2 năm 2018  | Môi trường nhân tạo đột phá trong phim điện ảnh người đóng                    | Eric Noel, Arnaud Saibron, Adam Goldstein, Pascal Clement cho "Vegas"                                                                                      | Đề cử     | [ 41 ] [ 42 ]               |
| Visual Effects Society Awards                     | 13 tháng 2 năm 2018  | Hình mẫu đột phá trong dự án hoạt hình hoặc điện ảnh người đóng               | Alex Funke, Steven Saunders, Joaquin Loyzaga, Chris Menges cho "Trụ sở LAPD"                                                                               | Đoạt giải | [ 41 ] [ 42 ]               |
| Visual Effects Society Awards                     | 13 tháng 2 năm 2018  | Compositing đột phá trong phim điện ảnh người đóng                            | Tristan Myles, Miles Lauridsen, Joel Delle-Vergin, Farhad Mohasseb cho "Tiếp cận LAPD và Joy lập thể"                                                      | Đề cử     | [ 41 ] [ 42 ]               |
| Giải thưởng của Hiệp hội các nhà quay phim Hoa Kỳ | 17 tháng 2 năm 2018  | Thành tựu đột phá trong quay phim trong sản phẩm phát hành rạp                | Roger Deakins | Đoạt giải | [ 43 ] [ 44 ]               |
| Giải thưởng Điện ảnh Viện Hàn lâm Anh Quốc        | 18 tháng 2 năm 2018  | Đạo diễn xuất sắc nhất                                                        | Denis Villeneuve | Đề cử     | [ 45 ]                      |
| Giải thưởng Điện ảnh Viện Hàn lâm Anh Quốc        | 18 tháng 2 năm 2018  | Quay phim xuất sắc nhất                                                       | Roger Deakins | Đoạt giải | [ 45 ]                      |
| Giải thưởng Điện ảnh Viện Hàn lâm Anh Quốc        | 18 tháng 2 năm 2018  | Nhạc phim hay nhất                                                            | Hans Zimmer và Benjamin Wallfisch | Đề cử     | [ 45 ]                      |
| Giải thưởng Điện ảnh Viện Hàn lâm Anh Quốc        | 18 tháng 2 năm 2018  | Âm thanh xuất sắc nhất                                                        | Ron Bartlett, Theo Green, Doug Hemphill, Mark Mangini, và Mac Ruth                                                                                         | Đề cử     | [ 45 ]                      |
| Giải thưởng Điện ảnh Viện Hàn lâm Anh Quốc        | 18 tháng 2 năm 2018  | Thiết kế sản xuất xuất sắc nhất                                               | Dennis Gassner và Alessandra Querzola | Đề cử     | [ 45 ]                      |
| Giải thưởng Điện ảnh Viện Hàn lâm Anh Quốc        | 18 tháng 2 năm 2018  | Hiệu ứng hình ảnh đặc biệt xuất sắc nhất                                      | Richard R. Hoover, Paul Lambert, Gerd Nefzer và John Nelson                                                                                                | Đoạt giải | [ 45 ]                      |
| Giải thưởng Điện ảnh Viện Hàn lâm Anh Quốc        | 18 tháng 2 năm 2018  | Hóa trang và làm tóc xuất sắc nhất                                            | Donald Mowat và Kerry Warn | Đề cử     | [ 45 ]                      |
| Giải thưởng Điện ảnh Viện Hàn lâm Anh Quốc        | 18 tháng 2 năm 2018  | Dựng phim xuất sắc nhất                                                       | Joe Walker | Đề cử     | [ 45 ]                      |
| Giải Golden Reel                                  | 18 tháng 2 năm 2018  | Thành tựu đột phá trong biên tập âm thanh – Nhạc nền phim                     | Clint Bennett, Ryan Rubin và Del Spiva | Đề cử     | [ 46 ] [ 47 ]               |
| Giải Golden Reel                                  | 18 tháng 2 năm 2018  | Thành tựu đột phá trong biên tập âm thanh – Hội thoại / ADR                   | Mark Mangini, Byron Wilson và Michael Hertlein | Đề cử     | [ 46 ] [ 47 ]               |
| Giải Golden Reel                                  | 18 tháng 2 năm 2018  | Thành tựu đột phá trong biên tập âm thanh – Hiệu ứng / Foley                  | Mark Mangini, Theo Green, Chris Aud, Lee Gilmore, Greg ten Bosch, Charlie Campagna, Dave Whitehead, Eliot Connors, Ezra Dweck, Goro Koyama và Andy Malcolm | Đoạt giải | [ 46 ] [ 47 ]               |
| Hiệp hội nghệ sĩ hóa trang và làm tóc             | 24 tháng 2 năm 2018  | Phim điện ảnh: Hóa trang nhân vật xuất sắc nhất                               | Donald Mowat, Jo-Ann Macneil và Csilla Horvath Blake | Đề cử     | [ 48 ] [ 49 ]               |
| Hiệp hội nghệ sĩ hóa trang và làm tóc             | 24 tháng 2 năm 2018  | Phim điện ảnh: Làm tóc nhân vật xuất sắc nhất                                 | Kerry Warn, Lizzie Lawson Zeiss và Jaime Leigh Mcintosh | Đề cử     | [ 48 ] [ 49 ]               |
| Giải Oscar                                        | 4 tháng 3 năm 2018   | Quay phim xuất sắc nhất                                                       | Roger Deakins | Đoạt giải | [ 50 ] [ 51 ]               |
| Giải Oscar                                        | 4 tháng 3 năm 2018   | Thiết kế sản xuất xuất sắc nhất                                               | Thiết kế sản xuất: Dennis Gassner; Trang trí bối cảnh: Alessandra Querzola                                                                                 | Đề cử     | [ 50 ] [ 51 ]               |
| Giải Oscar                                        | 4 tháng 3 năm 2018   | Biên tập âm thanh xuất sắc nhất                                               | Mark Mangini và Theo Green | Đề cử     | [ 50 ] [ 51 ]               |
| Giải Oscar                                        | 4 tháng 3 năm 2018   | Hòa âm hay nhất                                                               | Ron Bartlett, Doug Hemphill và Mac Ruth | Đề cử     | [ 50 ] [ 51 ]               |
| Giải Oscar                                        | 4 tháng 3 năm 2018   | Hiệu ứng hình ảnh xuất sắc nhất                                               | John Nelson, Gerd Nefzer, Paul Lambert và Richard R. Hoover                                                                                                | Đoạt giải | [ 50 ] [ 51 ]               |
| Giải Sao Thổ                                      | 27 tháng 6 năm 2018  | Phim khoa học viễn tưởng hay nhất                                             | Tội phạm nhân bản 2049 | Đoạt giải | [ 52 ] [ 53 ]               |
| Giải Sao Thổ                                      | 27 tháng 6 năm 2018  | Đạo diễn xuất sắc nhất                                                        | Denis Villeneuve | Đề cử     | [ 52 ] [ 53 ]               |
| Giải Sao Thổ                                      | 27 tháng 6 năm 2018  | Kịch bản xuất sắc nhất                                                        | Hampton Fancher và Michael Green | Đề cử     | [ 52 ] [ 53 ]               |
| Giải Sao Thổ                                      | 27 tháng 6 năm 2018  | Nam diễn viên chính xuất sắc nhất                                             | Ryan Gosling | Đề cử     | [ 52 ] [ 53 ]               |
| Giải Sao Thổ                                      | 27 tháng 6 năm 2018  | Nam diễn viên phụ xuất sắc nhất                                               | Harrison Ford | Đề cử     | [ 52 ] [ 53 ]               |
| Giải Sao Thổ                                      | 27 tháng 6 năm 2018  | Nữ diễn viên phụ xuất sắc nhất                                                | Ana de Armas | Đề cử     | [ 52 ] [ 53 ]               |
| Giải Sao Thổ                                      | 27 tháng 6 năm 2018  | Thiết kế sản xuất xuất sắc nhất                                               | Dennis Gassner | Đề cử     | [ 52 ] [ 53 ]               |
| Giải Sao Thổ                                      | 27 tháng 6 năm 2018  | Hóa trang xuất sắc nhất                                                       | Donald Mowat | Đề cử     | [ 52 ] [ 53 ]               |
| Giải Sao Thổ                                      | 27 tháng 6 năm 2018  | Hiệu ứng hình ảnh xuất sắc nhất                                               | John Nelson, Paul Lambert, Richard R. Hoover và Gerd Nefzer                                                                                                | Đề cử     | [ 52 ] [ 53 ]               |
| Giải Teen Choice                                  | 12 tháng 8 năm 2018  | Lựa chọn phim khoa học viễn tưởng                                             | Tội phạm nhân bản 2049 | Đề cử     | [ 54 ] [ 55 ]               |
| Giải Teen Choice                                  | 12 tháng 8 năm 2018  | Lựa chọn nam diễn viên chính phim khoa học viễn tưởng                         | Ryan Gosling | Đề cử     | [ 54 ] [ 55 ]               |